# Viadutos (Rio Grande do Sul)
Viadutos é um município do estado brasileiro do Rio Grande do Sul.
O nome Viadutos é decorrente das inúmeras pontes metálicas existentes no município, cerca de 18, e por onde o trem da Estrada de Ferro São Paulo-Rio Grande percorria, até o ano de 1980, quando suas atividades foram encerradas.

## Geografia
Pertence à Mesorregião do Noroeste Rio-Grandense e à Microrregião de Erechim.